# Río salvaje y paisajístico nacional (Estados Unidos)

Logo del Sistema de Ríos Nacionales Salvajes y Paisajísticos («National Wild and Scenic Rivers System»).

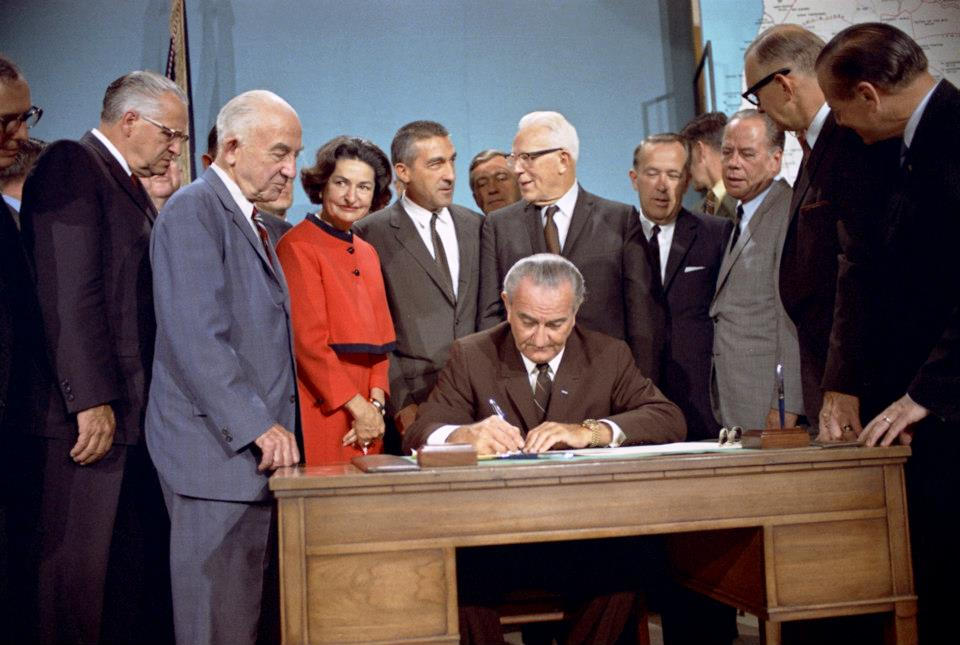
Lyndon B. Johnson firma la «ley de los ríos salvajes y paisajísticos nacionales» el 2 de octubre de 1968.

En Estados Unidos, un río salvaje y paisajístico nacional (o también, río silvestre y panorámico, o pintoresco, o escénico) (del inglés: National Wild and Scenic River) es una figura de protección a nivel federal que quiere preservar el estado actual de determinados ríos. Todos los ríos declarados forman el «Sistema de ríos salvajes y paisajísticos nacionales» («National Wild and Scenic Rivers System»).
En abril de 2012, el Sistema Nacional protege a 12 598 millas de 203 ríos en 39 estados y el Estado Libre Asociado de Puerto Rico; esto es, un poco más de un cuarto del uno por ciento de los ríos de la nación. En comparación, más de 75 000 grandes represas en todo el país han modificado, al menos, 600 000 millas, o alrededor de 17%, de los ríos de América.

## Ley de ríos nacionales
La «ley de los ríos salvajes y paisajísticos nacionales» («National Wild and Scenic Rivers Act») fue resultado de las recomendaciones de una comisión presidencial, la Comisión de Revisión de Recursos Recreativos al Aire Libre («Outdoor Recreation Resources Review Commission», ORRRC). Entre otras cosas, la comisión recomendó que la nación debía de proteger los ríos salvajes y paisajísticos de cualquier desarrollo que pudiera modificar sustancialmente su naturaleza o carácter paisajístico. La ley fue patrocinado por el senador Frank Church (Idaho) y firmada por el presidente Lyndon B. Johnson el 2 de octubre de 1968. Un río, o una sección de río, puede ser designado tanto por el Congreso de los EE. UU. como por el Secretario del Interior. En marzo de 2009, un total de 203 ríos han sido declarados ríos salvajes y paisajísticos.

## Criterios de selección
La selección de ríos a preservar se hace porque el río posea excelentes paisajes, por sus características geológicas, por la naturaleza existente, por su valor para los usos recreativos (pesca deportiva, usos al aire libre) o por sus valores históricos, culturales u otros valores similares. Los ríos, o las secciones de los ríos declaradas, son preservadas como cursos libres y no pueden estar represados o tener otra clase de impedimentos. 
La designación como un río salvaje y paisajístico no tiene el mismo régimen de protección que un área declarada parque nacional, y, en general, tampoco confieren el mismo nivel de protección de un «área de vida silvestre» («Wilderness Area»). En lugar de la promulgación de medidas de conservación obligatorias, a menudo el objetivo de la declaración es preservar el carácter de un río. 
La designación de un río especifica los tramos que tienen la distinta consideración de «río salvaje» («Wild River»), «río paisajístico» («Scenic River») o «río recreativo» («Recreational River»). 
De todos estos ríos, solamente 10 de ellos forman parte del Sistema de Parques Nacionales de los Estados Unidos. Hay otros cinco ríos que son considerados como ríos nacionales («National River») de ese mismo sistema de parques nacionales que no tienen ningún tramo considerado como ríos salvaje y paisajístico (ríos Misisipi, New, Big South, Buffalo y Ozark).

## Gestión
Los ríos declarados son gestionados individualmente por una o más agencias del gobierno federal, y también por organismos o agencias dependientes de los gobiernos estatales o locales. También hay algunos ríos salvajes y paisajísticos administrado como parte de los parques nacionales que atraviesan.
Las agencias federales que tiene encomendada la gestión de estos ríos son las siguientes:
- Servicio de Parques Nacionales («National Park Service», NPS). Gestiona 17 de forma individual dentro de otras unidades de parque, otros 5 conjuntamente con la USFS, uno con la USFWS, cuatro de forma conjunta con la BLM/USFWS y otros 8 con otros organismos estatales o locales. Solamente los 16 que gestiona de forma individual forman parte del Sistema de Parques Nacionales de los Estados Unidos.

- Oficina de Gestión de Tierras («Bureau of Land Management», BLM) perteneciente al Sistema Nacional de Conservación del Paisaje («National Landscape Conservation System»). Gestiona 32 de forma individual, otros 12 conjuntamente con la USFS (4 de ellos con organismos estatales), tres con la USFW, cuatro de forma conjunta con la NPS/USFWS y dos con organismos estatales ;
- Servicio Forestal de los Estados Unidos («U.S. Forest Service», USFS). Gestiona 95 de forma individual, otros 5 conjuntamente con la NPS, tres de forma conjunta con la NPS/USFWS y uno con la BLM;
- Servicio de Pesca y Vida Silvestre de los Estados Unidos («U.S. Fish & Wildlife Service», USFWS). Gestiona 6 de forma individual y uno conjuntamente con la NPS;
- Cuerpo de Ingenieros del Ejército de los Estados Unidos («U.S. Army Corps of Engineers», ACOE). Gestiona uno conjuntamente con la USFS y Arkansas;

## Sistema de ríos salvajes y paisajísticos nacionales
El Sistema de ríos salvajes y paisajísticos nacionales se organiza del siguiente modo:
|       | Siglas                                    | Denominación en inglés                          | Denominación en español             | Unidades |
|       | NWSR                                      | National Wild and Scenic Rivers                 | Río Nacional Salvaje y Paisajístico | 22       |
| NWR   | National Wild River                       | Río salvaje nacional                            | 39                                  |          |
| NSR   | National Scenic River                     | Río paisajístico nacional                       | 27                                  |          |
| NRR   | National Recreational River               | Río recreativo nacional                         | 23                                  |          |
| NWRR  | National Wild & Recreatical River         | Río salvaje y recreativo nacional               | 12                                  |          |
| NSRR  | National Scenic & Recreatical River       | Río paisajístico y recreativo nacional          | 30                                  |          |
| NWSRR | National Wild, Scenic & Recreatical River | Río salvaje, paisajístico y recreativo nacional | 32                                  |          |

Por estados, los que más tienen son Oregón (58), Alaska (25), California (22), Idaho (21), Míchigan (15) y Arkansas (8). El resto de estados cuentan con los siguientes ríos salvajes y pasisajísticos: 
- con 5: Carolina del Norte;
- con 4: Nuevo Jersey, Nuevo México y Pensilvania;
- con 3: Ohio, Puerto Rico, Washington;
- con 2: Arizona, Connecticut, Florida, Massachusetts, Montana, Nebraska, New Hampshire, Wisconsin y Wyoming;
- con 1: Alabama, Carolina del Sur, Colorado, Dakota del Sur, Delaware, Georgia, Illinois, Kentucky, Luisiana, Maine, Minnesota, Misisipí, Misuri, Nueva York, Tennessee, Texas y Virginia Occidental;
- con ninguno: Iowa, Kansas, Maryland, Nevada, Oklahoma, Rhode Island, Utah, Vermont, Virginia.

### Anexo: Unidades del Sistema
Todos los contenidos de esta Tabla proceden del Servicio Nacional de Parques. Los ríos que tiene un sombreado azulado en toda la línea son los ríos que son considerados unidades del Sistema de Parques Nacionales de los Estados Unidos.
| #      | Tipo     | Fecha                    | Denominación                                                        | Longitud Salvaje | Longitud Escénica | Longitud Recreacional   | Total                   | Agencia                                            | Estado(s)                                   |
| ------ | -------- | ------------------------ | ------------------------------------------------------------------- | ---------------- | ----------------- | ----------------------- | ----------------------- | -------------------------------------------------- | ------------------------------------------- |
| 001    | NWRR 01  | 2 de octubre de 1968     | Río Middle Fork Clearwater                                          | 54               | -                 | 131                     | 185                     | USFS                                               | Idaho                                       |
| 002    | NSR 01   | 2 de octubre de 1968     | Río Eleven Point                                                    | -                | 44,4              | -                       | 44,4                    | USFS                                               | Misuri                                      |
| 003    | NWSRR 01 | 2 de octubre de 1968     | Río Feather                                                         | 32,9             | 9,7               | 35                      | 77,6                    | USFS                                               | California                                  |
| 004    | NWSR 01  | 2 de octubre de 1968     | Río Grande (río Bravo)                                              | 53,2             | -                 | 2,5                     | 55,7                    | BLM y USFS                                         | Nuevo México                                |
| (004a) | NSR 02   | 4 de mayo de 1994        | (Río Grande)                                                        | -                | 12,5              | -                       | 12,5                    | BLM                                                | Nuevo México                                |
| (004b) | NWSR 02  | 10 de noviembre de 1978  | (Río Grande)                                                        | 95,2             | 96                | -                       | 191,2                   | NPS                                                | Texas                                       |
| 005    | NWSRR 02 | 2 de octubre de 1968     | Río Rogue                                                           | 13 20,6          | 7,5 -             | 17 26,4                 | 37,5 47                 | USFS                                               | Oregón                                      |
| 006    | NSRR 01  | 2 de octubre de 1968     | Río Saínt Croix                                                     | -                | 181               | 19                      | 200                     | NPS                                                | Minnesota Wisconsin                         |
| (006a) | NSRR 02  | 25 de octubre de 1972    | (Río St. Croix) (Lower)                                             | -                | 12                | 15                      | 27                      | NPS                                                | Minnesota Wisconsin                         |
| (006b) | NRR 01   | 17 de junio de 1976      | (Río Saint Croix) (Lower) (designación secretarial)                 | -                | -                 | 25                      | 25                      | Minnesota y Wisconsin                              | Minnesota Wisconsin                         |
| 007    | NWR 01   | 2 de octubre de 1968     | Río Middle Fork Salmon                                              | 103              | -                 | -                       | 103                     | USFS                                               | Idaho                                       |
| 008    | NWRR 02  | 23 de julio de 1980      | Río Salmon                                                          | 79               | -                 | 46                      | 125                     | USFS                                               | Idaho                                       |
| 009    | NSR 03   | 2 de octubre de 1968     | Río Wolf                                                            | -                | 24                | -                       | 24                      | NPS                                                | Wisconsin                                   |
| 010    | NWR 02   | 19 de julio de 1970      | Río Allagash Allagash Wilderness Waterway (designación secretarial) | 92,5             | -                 | -                       | 92,5                    | Maine                                              | Maine                                       |
| 011    | NSRR 03  | 20 de agosto de 1973     | Río Little Miami (designación secretarial)                          | -                | 18                | 48                      | 66                      | Ohio                                               | Ohio                                        |
| (011b) | NRR 02   | 28 de enero de 1980      | Río Little Miami (designación secretarial)                          | -                | -                 | 28                      | 28                      | Ohio                                               | Ohio                                        |
| 012    | NWSRR 03 | 10 de mayo de 1974       | Río Chattooga                                                       | 41,6             | 2,5               | 14,6                    | 58,7                    | USFS                                               | Georgia Carolina del Norte Carolina del Sur |
| 013    | NSR 04   | 23 de octubre de 1975    | Río Little Beaver (designación secretarial)                         | -                | 33                | -                       | 33                      | Ohio                                               | Ohio                                        |
| 014    | NWSR 03  | 31 de diciembre de 1975  | Río Snake                                                           | 31,5             | 36                | -                       | 67,5                    | USFS                                               | Oregón Idaho                                |
| 015    | NWR 03   | 31 de diciembre de 1975  | Río Rapid                                                           | 26,8             | -                 | -                       | 26,8                    | USFS                                               | Idaho                                       |
| 016    | NSR 05   | 13 de abril de 1976      | Río New (designación secretarial)                                   | -                | 26,5              | -                       | 26,5                    | Carolina del Norte                                 | Carolina del Norte                          |
| 017    | NWSRR 04 | 12 de octubre de 1976    | Río Misuri                                                          | 64               | 26                | 59                      | 149                     | BLM                                                | Montana                                     |
| (17b)  | NRR 03   | 10 de noviembre de 1978  | (Río Misuri)                                                        | -                | -                 | 59                      | 59                      | NPS                                                | Nebraska Dakota del Sur                     |
| (17c)  | NRR 04   | 24 de mayo de 1991       | (Río Misuri)                                                        | -                | -                 | 39                      | 39                      | NPS                                                | Nebraska Dakota del Sur                     |
| 018    | NWSRR 05 | 12 de octubre de 1976    | Río Flathead                                                        | 97,9             | 49,5              | 71,6                    | 219                     | NPS y USFS                                         | Montana                                     |
| 019    | NWSR 04  | 12 de octubre de 1976    | Río Obed                                                            | 43,3             | 2                 | -                       | 45,3                    | NPS                                                | Tennessee                                   |
| 020    | NSR 06   | 10 de noviembre de 1978  | Río Pere Marquette                                                  | -                | 66,4              | -                       | 66,4                    | USFS                                               | Míchigan                                    |
| 021    | NSRR 04  | 10 de noviembre de 1978  | Río Skagit                                                          | -                | 100               | 58,5                    | 158,5                   | USFS                                               | Washington                                  |
| 022    | NSRR 05  | 10 de noviembre de 1978  | Río Delaware (Upper)                                                | -                | 23,1              | 50,3                    | 73,4                    | NPS                                                | Nueva York Pensilvania                      |
| (22b)  | NSR 07   | 10 de noviembre de 1978  | (Río Delaware) (Middle)                                             | -                | 35                | -                       | 35                      | NPS                                                | Nueva Jersey Pensilvania                    |
| (22c)  | NSRR 06  | 1 de noviembre de 2000   | (Río Delaware) (Lower)                                              | -                | 25,4              | 41,9                    | 67,3                    | NPS y gobierno local                               | Nueva Jersey Pensilvania                    |
| 023    | NWR 04   | 10 de noviembre de 1978  | Río North Fork American                                             | 26,3 12          | -                 | -                       | 26,3 12                 | USFS                                               | California                                  |
| 024    | NRR 05   | 19 de enero de 1981      | Río American (Lower) (designación secretarial)                      | -                | -                 | 23                      | 23                      | California                                         | California                                  |
| 025    | NWRR 03  | 10 de noviembre de 1978  | Río Saint Joe                                                       | 26,6             | -                 | 39,7                    | 66,3                    | USFS                                               | Idaho                                       |
| 026    | NWR 05   | 10 de noviembre de 1978  | Río Alagnak                                                         | 67               | -                 | -                       | 67                      | NPS                                                | Alaska                                      |
| 027    | NWR 06   | 10 de noviembre de 1978  | Río Alatna                                                          | 83               | -                 | -                       | 83                      | NPS                                                | Alaska                                      |
| 028    | NWR 07   | 10 de noviembre de 1978  | Río Aniakchak                                                       | 63               | -                 | -                       | 63                      | NPS                                                | Alaska                                      |
| 029    | NWR 08   | 10 de noviembre de 1978  | Río Charley                                                         | 208              | -                 | -                       | 208                     | NPS                                                | Alaska                                      |
| 030    | NWR 09   | 10 de noviembre de 1978  | Río Chilikadrotna                                                   | 11               | -                 | -                       | 11                      | NPS                                                | Alaska                                      |
| 031    | NWR 10   | 10 de noviembre de 1978  | Río John                                                            | 52               | -                 | -                       | 52                      | NPS                                                | Alaska                                      |
| 032    | NWR 11   | 10 de noviembre de 1978  | Río Kobuk                                                           | 110              | -                 | -                       | 110                     | NPS                                                | Alaska                                      |
| 033    | NWR 12   | 10 de noviembre de 1978  | Río Mulchatna                                                       | 24               | -                 |                         | 24                      | NPS                                                | Alaska                                      |
| 034    | NWR 13   | 10 de noviembre de 1978  | Río North Fork Koyukuk                                              | 102              | -                 | -                       | 102                     | NPS                                                | Alaska                                      |
| 035    | NWR 14   | 10 de noviembre de 1978  | Río Noatak                                                          | 330              | -                 | -                       | 330                     | NPS                                                | Alaska                                      |
| 036    | NWR 15   | 10 de noviembre de 1978  | Río Salmon (Alaska)                                                 | 70               | -                 | -                       | 70                      | NPS                                                | Alaska                                      |
| 037    | NWR 16   | 10 de noviembre de 1978  | Río Tinayguk                                                        | 44               | -                 | -                       | 44                      | NPS                                                | Alaska                                      |
| 038    | NWR 17   | 10 de noviembre de 1978  | Río Tlikakila                                                       | 51               | -                 | -                       | 51                      | NPS                                                | Alaska                                      |
| 039    | NWR 18   | 10 de noviembre de 1978  | Río Andreafsky                                                      | 262              | -                 | -                       | 262                     | USFWS                                              | Alaska                                      |
| 040    | NWR 19   | 10 de noviembre de 1978  | Río Ivishak                                                         | 80               | -                 | -                       | 80                      | USFWS                                              | Alaska                                      |
| 041    | NWR 20   | 10 de noviembre de 1978  | Río Nowitna                                                         | 225              | -                 | -                       | 225                     | USFWS                                              | Alaska                                      |
| 042    | NWR 21   | 10 de noviembre de 1978  | Río Selawik                                                         | 160              | -                 | -                       | 160                     | USFWS                                              | Alaska                                      |
| 043    | NWR 22   | 10 de noviembre de 1978  | Río Sheenjek                                                        | 160              | -                 | -                       | 160                     | USFWS                                              | Alaska                                      |
| 044    | NWR 23   | 10 de noviembre de 1978  | Río Wind (Alaska)                                                   | 140              | -                 | -                       | 140                     | USFWS                                              | Alaska                                      |
| 045    | NWR 24   | 10 de noviembre de 1978  | Arroyo Beaver                                                       | 16 111           | -                 | -                       | 16 111                  | USFWS BLM                                          | Alaska                                      |
| 046    | NWR 25   | 10 de noviembre de 1978  | Arroyo Birch                                                        | 126              | -                 | -                       | 126                     | BLM                                                | Alaska                                      |
| 047    | NWSRR 06 | 10 de noviembre de 1978  | Río Delta                                                           | 20               | 24                | 18                      | 62                      | BLM                                                | Alaska                                      |
| 048    | NWSRR 07 | 10 de noviembre de 1978  | Río Fortymile                                                       | 179              | 203               | 10                      | 392                     | BLM                                                | Alaska                                      |
| 049    | NWR 26   | 10 de noviembre de 1978  | Río Gulkana                                                         | 181              | -                 | -                       | 181                     | BLM                                                | Alaska                                      |
| 050    | NWR 27   | 10 de noviembre de 1978  | Río Unalakleet                                                      | 80               | -                 | -                       | 80                      | BLM                                                | Alaska                                      |
| 051    | NWSRR 08 | 1 de enero de 1981       | Río Klamath                                                         | - 12,0 -         | 3,0 21,0 -        | 41,0 177,5 1,5 29,0 1,0 | 44,0 210,5 1,5 29,0 1,0 | California USFS BLM Reserva India Hoopa Valley NPS | California                                  |
| (51b)  | NSR 08   | 22 de septiembre de 1994 | (Río Klamath) (designación secretarial)                             | -                | 11                | -                       | 11                      | BLM y Oregón                                       | Oregón                                      |
| 052    | NWSRR 09 | 19 de enero de 1981      | Río Trinity (designación secretarial)                               | 2 42 -           | 11 22,0 - 6,0     | 24 71,0 17,0 8,0        | 37 135,0 17,0 14,0      | California USFS BLM Reserva India Hoopa Valley     | California                                  |
| 053    | NWSRR 10 | 19 de enero de 1981      | Río Eel (designación secretarial)                                   | 36 35 21 5       | 22,5 - 4,5 1,0    | 250,5 - 6,5 16,0        | 309 35 32 22            | California USFS BLM Reserva India Round Valley     | California                                  |
| 054    | NSRR 07  | 19 de enero de 1981      | Río Smith                                                           | -                | 0,5               | 28,5                    | 29                      | California                                         | California                                  |
| (54a)  | NWSRR 11 | 16 de noviembre de 1990  | (Río Smith)                                                         | 78               | 30,5              | 187,9                   | 296,4                   | USFS                                               | California                                  |
| 055    | NWSR 06  | 28 de agosto de 1984     | Río Verde                                                           | 22,2             | 18,3              | -                       | 40,5                    | USFS                                               | Arizona                                     |
| 056    | NWSRR 12 | 28 de septiembre de 1984 | Río Tuolumne                                                        | 7 37 3           | 6 17,0            | 13                      | 26 54,0 3,0             | USFS NPS BLM                                       | California                                  |
| 057    | NSR 09   | 4 de octubre de 1984     | Río Au Sable                                                        | -                | 23                | -                       | 23                      | USFS                                               | Míchigan                                    |
| 058    | NWR 28   | 19 de octubre de 1984    | Río Owyhee                                                          | 120              | -                 | -                       | 120                     | BLM                                                | Oregón                                      |
| 059    | NWSRR 13 | 19 de octubre de 1984    | Río Illinois                                                        | 28,7             | 17,9              | 3,8                     | 50,4                    | USFS                                               | Oregón                                      |
| 060    | NWSRR 14 | 17 de mayo de 1985       | Río Loxahatchee (designación secretarial)                           | 1,3              | 5,8               | 0,5                     | 7,6                     | Florida                                            | Florida                                     |
| 061    | NSRR 08  | 26 de octubre de 1986    | Río Horsepasture                                                    | -                | 3,6               | 0,6                     | 4,2                     | USFS                                               | Carolina del Norte                          |
| 062    | NWRR 04  | 30 de octubre de 1986    | Río Cache la Poudre                                                 | 18 12            | -                 | 46 -                    | 64 12,0                 | USFS NPS                                           | Colorado                                    |
| 063    | NSR 10   | 30 de octubre de 1986    | Arroyo Black                                                        | -                | 21                | -                       | 21                      | USFS                                               | Misisipi                                    |
| 064    | NSR 11   | 30 de octubre de 1986    | Bayou Saline                                                        | -                | 19                | -                       | 19                      | USFS                                               | Luisiana                                    |
| 065    | NRR 06   | 17 de noviembre de 1986  | Río Klickitat                                                       | -                | -                 | 10                      | 10                      | USFS                                               | Washington                                  |
| 066    | NSR 12   | 17 de noviembre de 1986  | Río White Salmon                                                    | -                | 9                 | -                       | 9                       | USFS                                               | Washington                                  |
| (066a) | NWSR 07  | 2 de agosto de 2005      | (Río White Salmon)                                                  | 6,7              | 13,3              | -                       | 20                      | USFS                                               | Washington                                  |
| 067    | NWSRR 15 | 2 de noviembre de 1987   | Río Merced                                                          | 15 53,0 3,0      | 2 14,0 -          | 12,5 14,0 1,0           | 29,5 81,0 4,0           | USFS NPS BLM                                       | California                                  |
| (067d) | NRR 07   | 23 de octubre de 1992    | Río Merced }                                                        | -                | -                 | 8                       | 8                       | BLM                                                | California                                  |
| 068    | NWRR 05  | 3 de noviembre de 1987   | Río Kings                                                           | 16,5 49,0        | -                 | 9 6,5                   | 25,5 55,5               | USFS NPS                                           | California                                  |
| 069    | NWSRR 16 | 24 de noviembre de 1987  | Río Kern                                                            | 96,1 27,0        | 20,9 -            | 7,0 -                   | 124,0 27,0              | USFS NPS                                           | California                                  |
| 070    | NSR 13   | 26 de octubre de 1988    | Río Bluestone                                                       | -                | 10                | -                       | 10                      | NPS                                                | Virginia Occidental                         |
| 071    | NSRR 09  | 28 de octubre de 1988    | Río Wildcat                                                         | -                | 13,7              | 0,8                     | 14,5                    | USFS                                               | Nuevo Hampshire                             |
| 072    | NWSR 09  | 28 de octubre de 1988    | Río Sipsey Fork West Fork                                           | 36,4             | 25                | -                       | 61,4                    | USFS                                               | Alabama                                     |
| 073    | NRR 08   | 28 de octubre de 1988    | Arroyo Big Marsh                                                    | -                | -                 | 15                      | 15                      | USFS                                               | Oregón                                      |
| 074    | NWSRR 17 | 28 de octubre de 1988    | Río Chetco                                                          | 25,5             | 8                 | 11                      | 44,5                    | USFS                                               | Oregón                                      |
| 075    | NSRR 10  | 28 de octubre de 1988    | Río Clackamas                                                       | -                | 20                | 27                      | 47                      | USFS                                               | Oregón                                      |
| 076    | NRR 09   | 28 de octubre de 1988    | Arroyo Crescent                                                     | -                | -                 | 10                      | 10                      | USFS                                               | Oregón                                      |
| 077    | NRR 10   | 28 de octubre de 1988    | Río Crooked                                                         | -                | -                 | 17,8                    | 17,8                    | BLM                                                | Oregón                                      |
| 078    | NSRR 11  | 28 de octubre de 1988    | Río Deschutes                                                       | -                | 11 20,0           | 43,4 100,0              | 54,4 120                | USFS BLM                                           | Oregón                                      |
| 079    | NWR 29   | 28 de octubre de 1988    | Río Donner und Blitzen                                              | 72,7             | -                 | -                       | 72,7                    | BLM                                                | Oregón                                      |
| (79b)  | NWR 30   | 30 de octubre de 2000    | (Río Donner und Blitzen)                                            | 14,8             | -                 | -                       | 14,8                    | BLM                                                | Oregón                                      |
| 080    | NWSRR 18 | 28 de octubre de 1988    | Arroyo Eagle                                                        | 4                | 6                 | 17                      | 27                      | USFS                                               | Oregón                                      |
| 081    | NWRR 06  | 28 de octubre de 1988    | Río Elk                                                             | 2                | -                 | 17                      | 19                      | USFS                                               | Oregón                                      |
| 082    | NWRR 07  | 28 de octubre de 1988    | Río Grande Ronde                                                    | 17,4 9,0         | -                 | 1,5 15,9                | 18,9 24,9               | USFS BLM                                           | Oregón                                      |
| 083    | NWSRR 19 | 28 de octubre de 1988    | Río Imnaha                                                          | 15               | 4                 | 58                      | 77                      | USFS                                               | Oregón                                      |
| 084    | NRR 11   | 28 de octubre de 1988    | Río John Day                                                        | -                | -                 | 147,5                   | 147,5                   | BLM                                                | Oregón                                      |
| 085    | NWR 31   | 28 de octubre de 1988    | Arroyo Joseph                                                       | 8,6              | -                 | -                       | 8,6                     | USFS                                               | Oregón                                      |
| 086    | NRR 12   | 28 de octubre de 1988    | Río Little Deschutes                                                | -                | -                 | 12                      | 12                      | USFS                                               | Oregón                                      |
| 087    | NWRR 08  | 28 de octubre de 1988    | Río Lostine                                                         | 5                | -                 | 11                      | 16                      | USFS                                               | Oregón                                      |
| 088    | NWSR 10  | 28 de octubre de 1988    | Río Malheur                                                         | 6,7              | 7                 | -                       | 13,7                    | USFS                                               | Oregón                                      |
| 089    | NRR 13   | 28 de octubre de 1988    | Río McKenzie                                                        | -                | -                 | 12,7                    | 12,7                    | USFS                                               | Oregón                                      |
| 090    | NSRR 12  | 28 de octubre de 1988    | Río Metolius                                                        | -                | 17,1              | 11,5                    | 28,6                    | USFS                                               | Oregón                                      |
| 091    | NWR 32   | 28 de octubre de 1988    | Río Minam                                                           | 39               | -                 | -                       | 39                      | USFS                                               | Oregón                                      |
| 092    | NWSRR 20 | 28 de octubre de 1988    | Río North Fork Crooked                                              | - 11,9           | 6,3 2,2           | 9,1 4,7                 | 15,4 18,8               | USFS BLM                                           | Oregón                                      |
| 093    | NWSRR 21 | 28 de octubre de 1988    | Río North Fork John Day                                             | 27,8             | 10,5              | 15,8                    | 54,1                    | USFS                                               | Oregón                                      |
| 094    | NSR 14   | 28 de octubre de 1988    | Río North Fork Malheur                                              | -                | 25,5              | -                       | 25,5                    | USFS                                               | Oregón                                      |
| 095    | NWSRR 22 | 28 de octubre de 1988    | Río North Fork Middle Fork Willamette                               | 8,8              | 6,5               | 27                      | 42,3                    | USFS                                               | Oregón                                      |
| 096    | NWR 33   | 28 de octubre de 1988    | Río North Fork Owyhee                                               | 9,6              | -                 | -                       | 9,6                     | BLM                                                | Oregón                                      |
| 097    | NWSR 11  | 28 de octubre de 1988    | Río North Fork Smith                                                | 8,5              | 4,5               | -                       | 13                      | USFS                                               | Oregón                                      |
| 098    | NSR 15   | 28 de octubre de 1988    | Río North Fork Sprague                                              | -                | 15                | -                       | 15                      | USFS                                               | Oregón                                      |
| 099    | NSR 16   | 28 de octubre de 1988    | Río North Powder                                                    | -                | 6                 | -                       | 6                       | USFS                                               | Oregón                                      |
| 100    | NRR 14   | 28 de octubre de 1988    | Río North Umpqua                                                    | -                | -                 | 25,4 8,4                | 25,4 8,4                | USFS BLM                                           | Oregón                                      |
| 101    | NSR 17   | 28 de octubre de 1988    | Río Powder                                                          | -                | 11,7              | -                       | 11,7                    | BLM                                                | Oregón                                      |
| 102    | NRR 15   | 28 de octubre de 1988    | Arroyo Quartzville                                                  | -                | -                 | 12                      | 12                      | BLM                                                | Oregón                                      |
| 103    | NWRR 09  | 28 de octubre de 1988    | Río Roaring                                                         | 13,5             | -                 | 0,2                     | 13,7                    | USFS                                               | Oregón                                      |
| 104    | NWSRR 23 | 28 de octubre de 1988    | Río Salmon                                                          | 15 -             | - 4,8             | 10,5 3,2                | 25,5 8,0                | USFS BLM                                           | Oregón                                      |
| 105    | NWSRR 24 | 28 de octubre de 1988    | Río Sandy                                                           | 4,5 -            | - 3,8             | 7,9 8,7                 | 12,4 12,5               | USFS BLM                                           | Oregón                                      |
| 106    | NRR 16   | 28 de octubre de 1988    | Río South Fork John Day                                             | -                | -                 | 47                      | 47                      | BLM                                                | Oregón                                      |
| 107    | NWSR 12  | 28 de octubre de 1988    | Arroyo Squaw                                                        | 6,6              | 8,8               | -                       | 15,4                    | USFS                                               | Oregón                                      |
| 108    | NSRR 13  | 28 de octubre de 1988    | Río Sycan                                                           | -                | 50,4              | 8,6                     | 59                      | USFS                                               | Oregón                                      |
| 109    | NWSR 13  | 28 de octubre de 1988    | Río Upper Rogue                                                     | 6,1              | 34,2              | -                       | 40,3                    | USFS                                               | Oregón                                      |
| 110    | NWSRR 25 | 28 de octubre de 1988    | Río Wenaha                                                          | 18,7             | 2,7               | 0,2                     | 21,6                    | USFS                                               | Oregón                                      |
| 111    | NWR 34   | 28 de octubre de 1988    | Río West Little Owyhee                                              | 57,6             | -                 | -                       | 57,6                    | BLM                                                | Oregón                                      |
| 112    | NSRR 14  | 28 de octubre de 1988    | Río White                                                           | -                | 6,5 17,8          | 15,6 6,9                | 22,1 24,7               | USFS BLM                                           | Oregón                                      |
| 113    | NWSR 14  | 7 de noviembre de 1988   | Río Chama (Estados Unidos)                                          | 19,8             | 4,9               | -                       | 24,7                    | BLM y USFS                                         | Nuevo México                                |
| 114    | NSR 18   | 11 de mayo de 1989       | Río Middle Fork Vermilion (designación secretarial)                 | -                | 17,1              | -                       | 17,1                    | Illinois                                           | Illinois                                    |
| 115    | NWSRR 26 | 6 de junio de 1990       | Río East Fork Jemez                                                 | 4                | 5                 | 2                       | 11                      | USFS                                               | Nuevo México                                |
| 116    | NWRR 10  | 6 de junio de 1990       | Río Pecos                                                           | 13,5             | -                 | 7                       | 20,5                    | USFS                                               | Nuevo México                                |
| 117    | NWR 35   | 28 de noviembre de 1990  | Río Clarks Fork Yellowstone                                         | 20,5             | -                 | -                       | 20,5                    | USFS                                               | Wyoming                                     |
| 118    | NSRR 15  | 24 de mayo de 1991       | Río Niobrara                                                        | -                | 68 8,0            | 28 -                    | 96 8,0                  | NPS USFW                                           | Nebraska                                    |
| 119    | NSR 19   | 3 de marzo de 1992       | Arroyo Bear                                                         | -                | 6,5               | -                       | 6,5                     | USFS                                               | Míchigan                                    |
| 120    | NSR 20   | 3 de marzo de 1992       | Río Black                                                           | -                | 14                | -                       | 14                      | USFS                                               | Míchigan                                    |
| 121    | NWSRR 27 | 3 de marzo de 1992       | Río Carp                                                            | 12,4             | 9,3               | 6,1                     | 27,8                    | USFS                                               | Míchigan                                    |
| 122    | NSRR 16  | 3 de marzo de 1992       | Río Indian                                                          | -                | 12                | 39                      | 51                      | USFS                                               | Míchigan                                    |
| 123    | NRR 17   | 3 de marzo de 1992       | Río Manistee                                                        | -                | -                 | 26                      | 26                      | USFS                                               | Míchigan                                    |
| 124    | NWSRR 28 | 3 de marzo de 1992       | Río Ontonagon                                                       | 42,9             | 41                | 73,5                    | 157,4                   | USFS                                               | Míchigan                                    |
| 125    | NRR 18   | 3 de marzo de 1992       | Río Paint                                                           | -                | -                 | 51                      | 51                      | USFS                                               | Míchigan                                    |
| 126    | NSR 21   | 3 de marzo de 1992       | Río Pine                                                            | -                | 25                | -                       | 25                      | USFS                                               | Míchigan                                    |
| 127    | NSRR 17  | 3 de marzo de 1992       | Río Presque Isle                                                    | -                | 19                | 38                      | 57                      | USFS                                               | Míchigan                                    |
| 128    | NSRR 18  | 3 de marzo de 1992       | Río Sturgeon (Hiawatha National Forest)                             | -                | 21,7              | 22,2                    | 43,9                    | USFS                                               | Míchigan                                    |
| 129    | NWSR 15  | 3 de marzo de 1992       | (Río Sturgeon) (Ottawa National Forest)                             | 16,5             | 8,5               | -                       | 25                      | USFS                                               | Míchigan                                    |
| 130    | NWRR 11  | 3 de marzo de 1992       | Río East Branch Tahquamenon                                         | 3,2              | -                 | 10                      | 13,2                    | USFS                                               | Míchigan                                    |
| 131    | NSRR 19  | 3 de marzo de 1992       | Río Whitefish                                                       | -                | 31,5              | 2,1                     | 33,6                    | USFS                                               | Míchigan                                    |
| 132    | NWR 36   | 3 de marzo de 1992       | Río Yellow Dog                                                      | 4                | -                 | -                       | 4                       | USFS                                               | Míchigan                                    |
| 133    | NRR 19   | 20 de abril de 1992      | Río Allegheny                                                       | -                | -                 | 86,6                    | 86,6                    | USFS                                               | Pensilvania                                 |
| 134    | NSR 22   | 22 de abril de 1992      | Arroyo Big Piney                                                    | -                | 45,2              | -                       | 45,2                    | USFS                                               | Arkansas                                    |
| 135    | NWSR 16  | 22 de abril de 1992      | Río Buffalo                                                         | 9,4              | 6,4               | -                       | 15,8                    | USFS                                               | Arkansas                                    |
| 136    | NSRR 20  | 22 de abril de 1992      | Río Cossatot                                                        | -                | 11,3 4,6          | 4,2 -                   | 15,5 4,6                | USFS Army Corps of Engineers                       | Arkansas                                    |
| (136c) | NSR 23   | 2 de febrero de 1994     | Río Cossatot (designación secretarial)                              | -                | 10,7              | -                       | 10,7                    | Arkansas                                           | Arkansas                                    |
| 137    | NWSR 17  | 22 de abril de 1992      | Arroyo Hurricane                                                    | 2,4              | 13,1              | -                       | 15,5                    | USFS                                               | Arkansas                                    |
| 138    | NWSR 18  | 22 de abril de 1992      | Río Little Missouri                                                 | 4,4              | 11,3              | -                       | 15,7                    | USFS                                               | Arkansas                                    |
| 139    | NSRR 21  | 22 de abril de 1992      | Río Mulberry                                                        | -                | 19,4              | 36,6                    | 56                      | USFS                                               | Arkansas                                    |
| 140    | NSR 24   | 22 de abril de 1992      | Arroyo North Sylamore                                               | -                | 14,5              | -                       | 14,5                    | USFS                                               | Arkansas                                    |
| 141    | NWSR 19  | 22 de abril de 1992      | Arroyo Richland                                                     | 5,3              | 11,2              | -                       | 16,5                    | USFS                                               | Arkansas                                    |
| 142    | NWSR 20  | 19 de junio de 1992      | Arroyo Sespe                                                        | 27,5             | 4                 | -                       | 31,5                    | USFS                                               | California                                  |
| 143    | NWR 37   | 19 de junio de 1992      | Río Sisquoc                                                         | 33               | -                 | -                       | 33                      | USFS                                               | California                                  |
| 144    | NWR 38   | 19 de junio de 1992      | Río Big Sur                                                         | 19,5             | -                 | -                       | 19,5                    | USFS                                               | California                                  |
| 145    | NSRR 22  | 27 de octubre de 1992    | Río Great Egg Harbor                                                | -                | 30,6              | 98,4                    | 129                     | NPS                                                | Nueva Jersey                                |
| 146    | NSRR 23  | 2 de noviembre de 1993   | Río Westfield (designación secretarial)                             | -                | 18,9              | 24,4                    | 43,3                    | Massachusetts                                      | Massachusetts                               |
| (146b) | NWSRR 29 | 29 de octubre de 2004    | Río Westfield (designación secretarial)                             | 2,6              | 24                | 8,2                     | 34,8                    | Massachusetts                                      | Massachusetts                               |
| 147    | NSRR 24  | 1 de diciembre de 1993   | Río Maurice                                                         | -                | 28,9              | 6,5                     | 35,4                    | NPS                                                | Nueva Jersey                                |
| 148    | NWRR 12  | 2 de diciembre de 1993   | Río Red                                                             | 9,1              | -                 | 10,3                    | 19,4                    | USFS                                               | Kentucky                                    |
| 149    | NSR 25   | 10 de abril de 1994      | Arroyo Big Darby y Arroyo Little Darby (designación secretarial)    | -                | 85,9              | -                       | 85,9                    | Ohio                                               | Ohio                                        |
| 150    | NRR 20   | 26 de agosto de 1994     | Río Farmington (West Branch)                                        | -                | -                 | 14                      | 14                      | NPS, Connecticut y gobierno local                  | Connecticut                                 |
| 151    | NRR 21   | 23 de julio de 1996      | Río Wallowa (designación secretarial)                               | -                | -                 | 10                      | 10                      | BLM y Oregón                                       | Oregón                                      |
| 152    | NWSR 21  | 30 de septiembre de 1996 | Arroyo Elkhorn                                                      | 5,8 -            | - 0,6             | -                       | 5,8 0,6                 | USFS BLM                                           | Oregón                                      |
| 153    | NSRR 25  | 19 de octubre de 1996    | Río Clarion                                                         | -                | 17,1              | 34,6                    | 51,7                    | USFS                                               | Pensilvania                                 |
| 154    | NRR 22   | 12 de noviembre de 1996  | Río Lamprey                                                         | -                | -                 | 11,5                    | 11,5                    | NPS y gobierno local                               | Nuevo Hampshire                             |
| (154b) | NRR 23   | 2 de mayo de 2000        | (Río Lamprey)                                                       | -                | -                 | 12                      | 12                      | NPS y gobierno local                               | Nuevo Hampshire                             |
| 155    | NSRR 26  | 28 de septiembre de 1998 | Río Lumber (designación secretarial)                                | -                | 60                | 21                      | 81                      | Carolina del Norte                                 | Carolina del Norte                          |
| 156    | NSRR 27  | 9 de abril de 1999       | Río Sudbury, Assabet, Concord                                       | -                | 14,9              | 14,1                    | 29                      | NPS, Massachusetts y gobierno local                | Massachusetts                               |
| 157    | NWSRR 30 | 18 de agosto de 2000     | Arroyo Wilson                                                       | 4,6              | 2,9               | 15,8                    | 23,3                    | USFS                                               | Carolina del Norte                          |
| 158    | NWSRR 31 | 13 de octubre de 2000    | Río Wekiva                                                          | 31,4             | 2,1               | 8,1                     | 41,6                    | NPS y Florida                                      | Florida                                     |
| 159    | NSRR 28  | 24 de octubre de 2000    | Arroyo White Clay                                                   | -                | 24                | 166                     | 190                     | NPS y gobierno local                               | Delaware Pensilvania                        |
| 160    | NWR 39   | 30 de octubre de 2000    | Arroyo Wildhorse y Arroyo Kiger                                     | 13,9             | -                 | -                       | 13,9                    | BLM                                                | Oregón                                      |
| 161    | NWSRR 32 | 19 de diciembre de 2002  | Río Mameyes                                                         | 2,1              | 1,4               | 1                       | 4,5                     | USFS                                               | Puerto Rico                                 |
| 162    | NSRR 29  | 19 de diciembre de 2002  | Río de la Mina                                                      | -                | 1,2               | 0,9                     | 2,1                     | USFS                                               | Puerto Rico                                 |
| 163    | NSR 26   | 19 de diciembre de 2002  | Río Icacos                                                          | -                | 2,3               | -                       | 2,3                     | USFS                                               | Puerto Rico                                 |
| 164    | NWSR 22  | 17 de octubre de 2006    | Río Black Butte                                                     | 17,5             | 3,5               | -                       | 21                      | USFS                                               | California                                  |
| 165    | NSRR 30  | 22 de octubre de 2006    | Río Musconetcong                                                    | -                | 3,5               | 20,7                    | 24,2                    | NPS                                                | Nueva Jersey                                |
| 166    | NSR 27   | 8 de mayo de 2008        | Río Eightmile                                                       | -                | 25,3              | -                       | 25,3                    | NPS y gobierno local                               | Colorado                                    |
| 167    | NWR 40   | 30 de marzo de 2009      | Río South Fork Clackama                                             | 4.2              | -                 | -                       | 4.2                     | USFS                                               | Estados Unidos                              |
| 168    | NWR 41   | 30 de marzo de 2009      | Arroyo Eagle                                                        | 8,3              | -                 | -                       | 8,3                     | USFS                                               | Oregón                                      |
| 169    | NSR 28   | 30 de marzo de 2009      | Río Middle Fork Hood                                                | -                | 3.7               | -                       | 3.7                     | USFS                                               | Oregón                                      |
| 170    | NWR 42   | 30 de marzo de 2009      | Río South Fork Roaring                                              | 4,6              |                   | -                       | 4,6                     | USFS                                               | Oregón                                      |
| 171    | NWR 43   | 30 de marzo de 2009      | Río Zigzag                                                          | 4,3              | -                 | -                       | 4,3                     | USFS                                               | Oregón                                      |
| 172    | NWSR 23  | 30 de marzo de 2009      | Arroyo Fifteenmile                                                  | 10,5             | 0,6               | -                       | 11,1                    | USFS                                               | Oregón                                      |
| 173    | NRR 24   | 30 de marzo de 2009      | Río East Fork Hood                                                  | -                | -                 | 13,5                    | 13,5                    | USFS                                               | Oregón                                      |
| 174    | NSRR 31  | 30 de marzo de 2009      | Río Collawash                                                       | -                | 11,0              | 6,8                     | 17,8                    | USFS                                               | Oregón                                      |
| 175    | NRR 25   | 30 de marzo de 2009      | Arroyo Fish                                                         | -                | -                 | 13,5                    | 13,5                    | USFS                                               | Oregón                                      |
| 176    | NWR 44   | 30 de marzo de 2009      | Arroyo Battle                                                       | 23,4             |                   | -                       | 23,4                    | BLM                                                | Idaho                                       |
| 177    | NWR 45   | 30 de marzo de 2009      | Arroyo Big Jacks                                                    | 35,0             | -                 | -                       | 35,0                    | BLM                                                | Idaho                                       |
| 178    | NWRR 13  | 30 de marzo de 2009      | Río Bruneau                                                         | 38,7             | -                 | 0,6                     | 39,3                    | BLM                                                | Idaho                                       |
| 179    | NWR 46   | 30 de marzo de 2009      | Río West Fork Bruneau                                               | 0,4              | -                 | -                       | 0,4                     | BLM                                                | Idaho                                       |
| 180    | NWR 47   | 30 de marzo de 2009      | Arroyo Cotonwood                                                    | 2,6              | -                 | -                       | 2,6                     | BLM                                                | Idaho                                       |
| 181    | NWR 48   | 30 de marzo de 2009      | Arroyo Deep                                                         | 13,1             | -                 | -                       | 13,1                    | BLM                                                | Idaho                                       |
| 182    | NWR 49   | 30 de marzo de 2009      | Arroyo Dickshooter                                                  | 9,3              | -                 | -                       | 9,3                     | BLM                                                | Idaho                                       |
| 183    | NWR 50   | 30 de marzo de 2009      | Arroyo Duncan                                                       | 0,9              | -                 | -                       | 0,9                     | BLM                                                | Idaho                                       |
| 184    | NWR 51   | 30 de marzo de 2009      | Río Jarbidge                                                        | 28,8             |                   | -                       | 28,8                    | BLM                                                | Idaho                                       |
| 185    | NWR 52   | 30 de marzo de 2009      | Arroyo Little Jacks                                                 | 12,4             | -                 | -                       | 12,4                    | BLM                                                | Idaho                                       |
| 186    | NWRR 14  | 30 de marzo de 2009      | Río Nort Fork Owyhee                                                | 15,1             | -                 | 5,7                     | 20,8                    | BLM                                                | Idaho                                       |
| 187    | NWR 53   | 30 de marzo de 2009      | Río Owyhee                                                          | 67,3             | -                 | -                       | 67,3                    | BLM                                                | Idaho                                       |
| 188    | NWR 54   | 30 de marzo de 2009      | Río Red Canyon                                                      | 4,6              |                   | -                       | 4,6                     | BLM                                                | Idaho                                       |
| 189    | NWR 55   | 30 de marzo de 2009      | Arroyo Sheep                                                        | 25,6             |                   | -                       | 25,6                    | BLM                                                | Idaho                                       |
| 190    | NWRR 15  | 30 de marzo de 2009      | Río South Fork Owyhee                                               | 30,2             | -                 | 1,2                     | 31,4                    | BLM                                                | Idaho                                       |
| 191    | NWR 56   | 30 de marzo de 2009      | Arroyo Wickahoney                                                   | 1,5              | -                 | -                       | 1,5                     | BLM                                                | Idaho                                       |
| 192    | NWSRR 33 | 30 de marzo de 2009      | Río Amargosa                                                        | 7,9              | 12,1              | 6,3                     | 26,3                    | BLM                                                | California                                  |
| 193    | NWSRR 34 | 30 de marzo de 2009      | Headwaters Río Owens                                                | 6,3              | 6,6               | 6,2                     | 19,1                    | USFS                                               | California                                  |
| 194    | NWRR 16  | 30 de marzo de 2009      | Arroyo Cottonwood                                                   | 17,4 -           | -                 | - 4,1                   | 17,4 4,1                | USFS BLM                                           | California                                  |
| 195    | NWRR 17  | 30 de marzo de 2009      | Arroyo Piru                                                         | 4,3              | -                 | 3,0                     | 7,3                     | USFS                                               | California                                  |
| 196    | NWSRR 35 | 30 de marzo de 2009      | Río North Fork San Jacinto                                          | 7,2              | 2,3               | 0,7                     | 10,2                    | USFS                                               | California                                  |
| 197    | NSRR 32  | 30 de marzo de 2009      | Arroyo Fuller Mill                                                  | -                | 2,6               | 0,9                     | 3,5                     | USFS                                               | California                                  |
| 198    | NWR 57   | 30 de marzo de 2009      | Arroyo Palm Canyon                                                  | 8,1              |                   | -                       | 8,1                     | USFS                                               | California                                  |
| 199    | NRR 26   | 30 de marzo de 2009      | Arroyo Bautista                                                     | -                |                   | 9,8                     | 9,8                     | USFS                                               | California                                  |
| 200    | NWSRR 36 | 30 de marzo de 2009      | Río Virgin                                                          | 123,6 21,8       | 11,3              | 12,6                    | 147,5 21,8              | NPS BLM                                            | Utah                                        |
| 201    | NWRR 18  | 30 de marzo de 2009      | Arroyo Fossil                                                       | 9,3              | -                 | 7,5                     | 16,8                    | USFS                                               | Arkansas                                    |
| 202    | NWSRR 37 | 30 de marzo de 2009      | Headwaters Río Snake                                                | 165,2 52,7       | 96,5 44,1         | 29,0                    | 290,7 96,8              | USFS NPS                                           | Wyoming                                     |
| 203    | NSRR 33  | 30 de marzo de 2009      | Río Taunton                                                         | -                | 26,0              | 14,0                    | 40,0                    | NPS                                                | Massachusetts                               |
| -      | -        | -                        | Total                                                               | 6167.7           | 2722.1            | 3712.3                  | 12602.1                 | -                                                  | -                                           |